# Moris Ba Dame
Moris Ba Dame ist eine osttimoresische Aldeia im Sucos Bairro Pite (Verwaltungsamt Dom Aleixo, Gemeinde Dili). 2015 lebten in Moris Ba Dame 1685 Menschen.

## Lage und Einrichtungen
Moris Ba Dame liegt im Osten des Sucos Bairro Pite und reicht von Ailoklaran bis Ailoklaran do Sul. Nordwestlich der Rua do Bairro Pite grenzt an Moris Ba Dame die Aldeia Frecat. Nordöstlich liegt die Aldeia Avança, östlich die Aldeias Ribeira Maloa und Ruin Naclecar, südlich die Aldeia Buca Fini und westlich die Aldeias Niken und Fuslam.
In Moris Ba Dame befindet sich der Sitz der Spezialeinheit der Polizei (Companhia de Operações Especiais COE).